# 2931 Mayakovsky
2931 Mayakovsky è un asteroide della fascia principale. Scoperto nel 1969, presenta un'orbita caratterizzata da un semiasse maggiore pari a 2,8755002 UA e da un'eccentricità di 0,0583641, inclinata di 2,21761° rispetto all'eclittica.